# Asterarcys quadricellularis
Asterarcys, monotipski rod zelenih algi iz porodice Scenedesmaceae, dio potporodice Coelastroideae. Jedina vrsta je slatkovodna alga iz Kube, Filipina (Luzon) i Indije A. quadricellularis

## Sinonimi
- Coelastrum quadricellulare K.Behre 1956
- Suxenella crucigeneiformis P.Srivastava & Nizam 1969
- Crucigenia mitrae G.L.Tiwari & D.C.Pandey 1971
- Asterarcys cubensis Comas Gonzales 1981
- Suxenella mitrae (G.L.Tiwari & D.C.Pandey) Fott 1981